# Влахина
Влахина або Влайна (македонською літературною нормою: Влаина, з 29 червня 1942 по 5 січня 1946 Пастуша) — прикордонна гора між Болгарією та Північною Македонією, що входить до складу Осоговсько-Беласицької гірської групи. В Болгарії вона розташована на території двох областей Благоєвградської і Кюстендилської.

## Назва
Назва гори є етимологією від влах. У 1942 році, після перейменування топонімів у Південній Добруджі Румунії, назва Влахіна вважалася занадто румунською і змінилася на Пастуша, але в 1946 її історична назва була відновлена.

## Географічна характеристика

### Географія, розташування, межі
Гора тягнеться з півночі на південь приблизно на 50 км, а її ширина коливається від 12 км на півночі до 30 км на півдні. На її хребті між кордонними пірамідами проходить ділянка державного кордону між Болгарією і Північною Македонією № 53 — 76. Більша частина масиву розташована на болгарській території. Розташована між долинами річок Струма і Брегальниця (ліва притока Вардари), які відокремлюють її відповідно від гір Рила і Пірин на сході і Голак і Плачковиця на заході. На північному заході долина річки Елешниця (права притока Струми) та її притока Речиця і сідловина Чорна скеля (930 м) відокремлюють Влахину від Осоговської гори, на півночі — Скринська ущелина Струми відокремлює її від Конявської гори і на півдні Сушицька річка (права притока Струми) і сідловина Седлото (Четало, 1619 м) — від Малешевської гори. У північній половині, оточена долинами річок Струма і її правими притоками Єлешниця і Копривен носить назву Руєнська гора з піком Руєн (найвища точка 1134,2 м).

### Природні особливості
Хребет гори рівний і схили на сході некруті, а на заході, на македонській території — крутіші. Її найвища точка — вік Огреяк (Кадіїця, 1924,1 м), що піднімається на її південній частині, поблизу сідловини Седлото. Вона побудована переважно з розтрісканих, в деяких місцях розмолотих метаморфічних порід (гнейсів, амфіболітів), а також діоритів, гранітогнейсів, вапняків, мармуру та інших. На північ від села Брестово розташований мало відомий скельний феномен «Коматинські скелі».
Клімат гори перехідний континентальний з гірським різноманіттям. Східні (болгарські) частини гори дають початок правим притокам Струми — Копривен, Логодашська річка, Стара тощо, а західні — правим притокам Брегальниці. Переважаючими ґрунтами є вилужені коричні лісові. Рослинність Влахіни порівняно бідна. Більшість схилів до 700—800 м займають переважно дуби, сухий чагарник і трав'яна рослинність. Зустрічаються ясен, клен, граба та чорна сосна. Високі частини покриті буками, альпійськими луками і ялівцевими чагарниками. Розвиваються лісове господарство та тваринництво.

## Поселення, історичні пам'ятки
На території двох країн на горі і в її передгір'ях є 4 міста і 48 сіл:
- У Болгарії — 2 міста та 33 села:
  - Благоєвградська область — Брестово, Бучино, Билгарчево, Габрово, Дебочиця, Докатичево, Дренково, Железниця, Зелендол, Клисура, Лешко, Лисія, Логодаж, Моштанець, Обел, Падеш, Покровник, Селиште, Симитлі, Сухострел і Тросково.
  - Кюстендилська область — Бобошево, Боровец, Бураново, Ваксево, Доброво, Драгодан, Друмохар, Крумово, Пастух, Скрино, Фролош, Цирвариця, Цирвиште і Четирці.
- У Північній Македонії — 2 міста та 15 сіл — Вирче, Габрово, Град, Делчево, Дзвегор, Негрево, Новий Істевник, Панчарово, Пехчево, Робово, Смоймирово, Стамер, Старий Істевник, Тработивиште, Умлена, Црник і Чифлик.

Три православні монастирі розташовані в північній (Руєнська гора) і південній частина гори:
- У північній частині, над Скринською ущелиною річки Струма — монастирі «Святий Іван Рильський» (біля села Скрино) і Бобошевський монастир;
- У південній частині, в долині річки Стара(притока Струми) — Тросковський монастир (біля села Тросково).

## Транспорт
Болгарську територію гори та її підніжжя перетинають три дороги Державної автомобільної мережі:
- По північному підніжжю, через Скринську ущелину річки Струма, від міста Бобошево до села Четирці, довжина 24,1 км — вся ділянка дороги третього класу № 104;
- В середній частині гори зі сходу на захід через Делчевський перевал від села Зеленодол до пункт пропуску «Станке Лисичково», протягом 23 км — ділянка дороги третього класу № 106 Благоєвград — КПП «Станке Лисичково» — Делчево у Північній Македонії.
- Протягом всього свого північно — західного підніжжя, в долині річки Єлешниця і її притоки Речиця, від села Четирці до сідловини Чорна скеля, довжиною у 27,7 км — ділянка дороги третього класу № 622 Невестино — КПП «Невестино» — Делчево у Північній Македонії. Дорожну ділянку в прикордонній зоні, а також біля прикордонних пункти не будують, а сама дорога — польова (лісова) ґрунтовка.

## Топографічна карта
- Аркуш карти K- Кюстендил. Масштаб: 1 : 100 000. (болг.)
- Аркуш карти K- Благоевград. Масштаб: 1 : 100 000. (болг.)
- Аркуш карти K-34-82. Масштаб: 1 : 100 000. (рос.) Зазначити дату випуску/стану місцевості.
- Аркуш карти K- Разлог. Масштаб: 1 : 100 000. (болг.)